# Rainer János György
Rainer János György ( Szepesszombat, 1800. április 3. – Szepesszombat, 1872. február 23.) vállalkozó.
1833-1868 között Ótátrafüreden szállodavezető. Nagy érdemei vannak a település fejlesztésében: a szanatóriumok, utak építésében.
Ahogy Tátrafüred Csáky István grófnak köszöni alapítását, úgy a felvirágoztatása Rainer érdeme. 1833-ban vette bérbe Tátrafüredet, amely akkor mindössze hat házból állt.
Rövid megszakításokkal feleségével együtt vezette a telepet és amikor 1868-ban a bérlettől visszavonult, már 20 ház állt az egykori 6 helyén. 

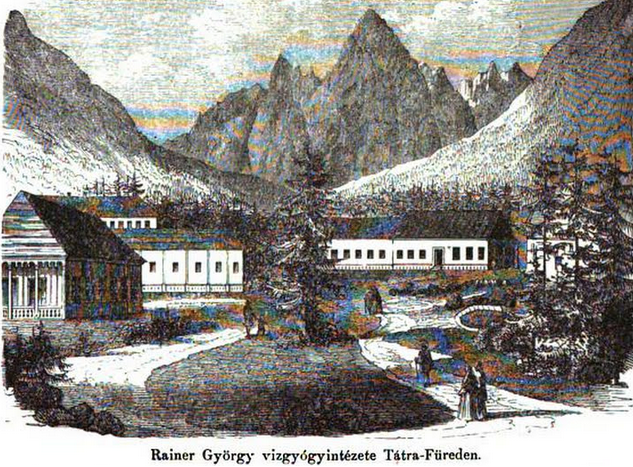
A fürdő (1857)

Lakóházat, tánc-, játék- és éttermeket létesített, fürdőt rendezett be, a környéket szabályozta, sétautakat és gyalogutakat épített a közeli völgyekben. 
Az első fürdőorvost (Dr Possewitz, 1840) ő alkalmazta és az ő közreműködésének tudható be, hogy Szepes vármegye kocsiutat épített Tátrafüredre. Működése alatt a település látogatottsága megsokszorozódott és nagy hírnévre tett szert.
1865-ben a Tarpataki-völgyben felépíttette az első tátrai menedékházat, melyet később róla neveztek el Rainer-kunyhónak. Ez egy egyszobás kőből épült kunyhó volt, gondnok nélkül. 1884-ig szolgált menedékházként, amikor mellette felépítették a Zerge-szállót. Ezután a Zerge-szálló gazdasági épületeként szolgált egészen a Zerge-szálló 1980-ban történt lerombolásáig. A Rainer-kunyhó ma is megvan, felújítva, a tátrai hordárok múzeuma van benne egy kis kioszk mellett.
154 darabból álló állattani gyűjteménye volt, a gyűjteményt 1847-ben a budapesti Nemzeti Múzeumnak ajándékozta. Egész vagyonát tudományos és művelődési célokra hagyta, többek között a szepességi iskoláknak, főleg a késmárki líceumnak.
Neve a már említett Rainer-kunyhón kívül a Rainer-emlékben és a Rainer-forrásban maradt meg. A Rainer-emlék egy pavilon volt a Tarajkáról a Nagyszalóki-csúcsra vezető ösvény mellett, kirándulók kedvenc célja. Ma is megvan, romos állapotban. A Rainer-forrás az ótátrafüredi források egyike.